# Lindsey Wixson
Lindsey Winxson (Wichita, 11 aprile 1994) è una modella statunitense.

## Biografia
Lindsey Wixson inizia a lavorare come modella nel 2009, firmando un contratto con l'agenzia di moda Vision Models di Los Angeles. La Wixson viene prima rifiutata dalla IMG Models prima di ottenere un contratto con la Marilyn Agency di New York. Il suo debutto sulle passerelle avviene durante la sfilata di Cynthia Steffe nella primavera del 2010 in occasione della settimana della moda di New York. La Wixson in seguito ha sfilato anche per Prada, Shiatzy Chen, Miu Miu, Missoni, Tommy Hilfiger, Victoria Beckham, Louis Vuitton, Versace, Lanvin e Sophia Kokosalaki.
Lindsey Wixson è comparsa sulle riviste Love Magazine, i-D, Pop magazine, Teen e Vogue, W, V, Pop, Dazed e Interview. Nel 2010 la Wixson è stata testimonial della campagna promozionale di Miu Miu insieme a Siri Tollerød, Ginta Lapina e Daphne Groeneveld. È inoltre comparsa nelle campagne pubblicitarie di Jill Stuart, Barneys New York, Versace e John Galliano. Lindsey Wixson è stata classificata al dodicesimo posto della classifica stilata dal sito models.com Top 50 Models Women.

## Agenzie
- Vision Los Angeles
- Storm Models - Londra
- D Management Group
- Marilyn Agency - Parigi, Milano

## Campagne pubblicitarie
- Alcacuz (2010)
- Alexander McQueen P/E (2011)
- Americana Manhasset Holiday (2013)
- Barney's A/I (2010) P/E (2011)
- Brandon Maxwell P/E (2021)
- Chanel A/I (2012) P/E (2014)
- Ellus P/E (2014)
- Eres Resort (2014)
- Freya Dalsjø P/E (2014)
- Galliano by John Galliano A/I (2010)
- H&M Conscious Collection P/E (2011)
- H&M The New Icons Spring (2013)
- Jill Stuart P/E (2011)
- Jill Stuart Beauty (2010-2011)
- Just Cavalli P/E (2012)
- Mulberry P/E (2011-2012) A/I (2012)
- Miu Miu P/E (2010) A/I (2010;2013)
- Ochirly P/E (2013) A/I (2013)
- Versace for H&M A/I (2011)
- Versace Vanitas Fragrance (2010-presente)
- YSL Beauty Holiday (2013)
- YSL Summer Look Beauty (2013)